# Matsue

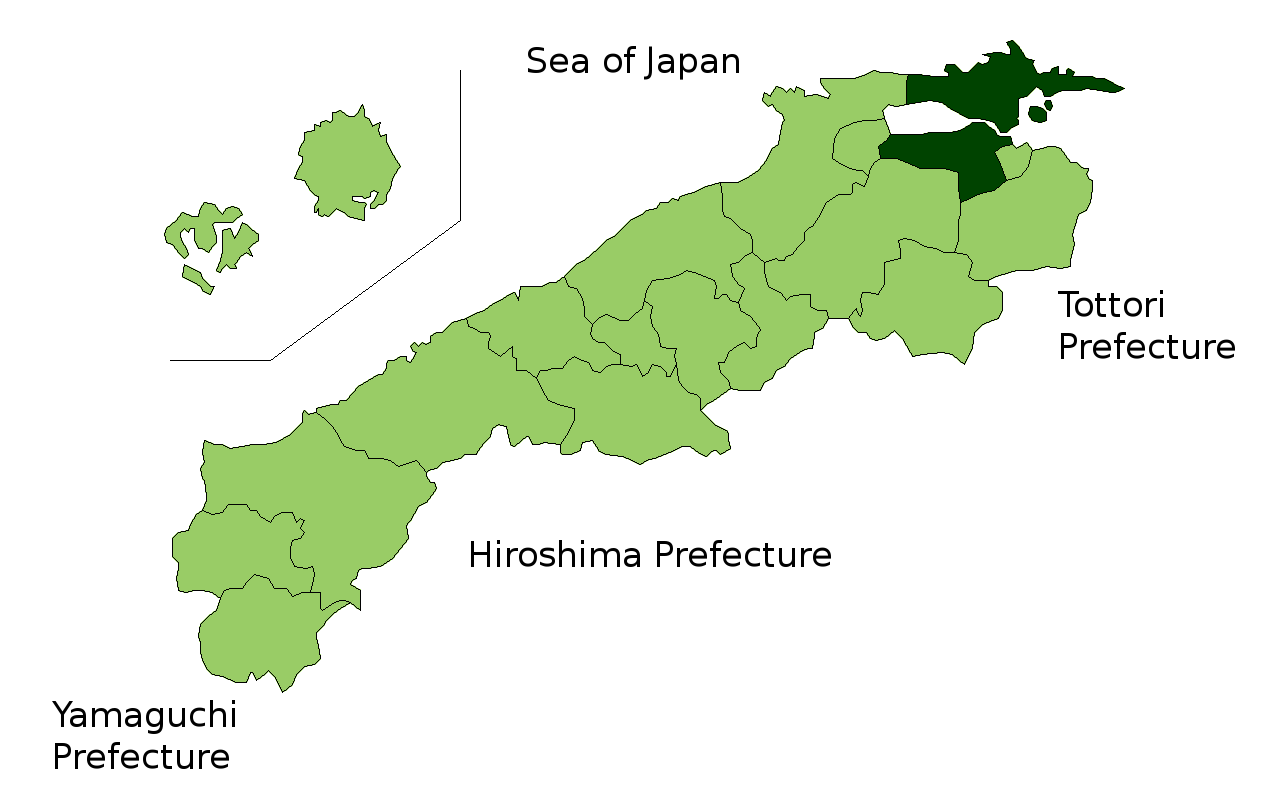

Matsue (松江市 Matsue-shi?) este un municipiu din Japonia, centrul administrativ al prefecturii Shimane.

## Personalități născute aici
- Nakamura Hajime (1911 - 1999), filozof budist.